# Angophora bakeri
Angophora bakeri är en myrtenväxtart som beskrevs av C.C.Hall. Angophora bakeri ingår i släktet Angophora och familjen myrtenväxter.
Artens utbredningsområde är New South Wales.

## Underarter
Arten delas in i följande underarter:
- A. b. bakeri
- A. b. paludosa